# 平洞街道
平洞街道，是中华人民共和国贵州省黔西南布依族苗族自治州望谟县下辖的一个街道办事处。
2013年6月24日，贵州省人民政府批复同意撤销复兴镇建制，以原复兴镇五村、六村、七村、八村、九村、十村等6个村地域为平洞街道行政区域，街道办事处驻五村。

## 行政区划
平洞街道下辖以下地区：
第五村、第六村、第七村、第八村、第九村和第十村。